# Österreichische Superiorenkonferenz
Die Superiorenkonferenz der männlichen Ordensgemeinschaften Österreichs war ein Zusammenschluss der Höheren Oberen der männlichen Ordensgemeinschaften Österreichs und als öffentliche juristische Person von Kirche und Staat anerkannt. Mitglieder waren die Höheren Oberen der männlichen Ordensgemeinschaften in Österreich. Die Superiorenkonferenz verstand sich als Interessenvertretung der Höheren Ordensoberen, unter Wahrung der Eigenständigkeit einer jeden Gemeinschaft. Es waren 87 Gemeinschaften Mitglieder der Superiorenkonferenz in Österreich. Die Superiorenkonferenz  hatte diözesane  Ordenskonferenzen in Wien-Eisenstadt, St. Pölten, Linz, Salzburg, Graz-Seckau, Gurk-Klagenfurt, Innsbruck und Feldkirch.
Gegründet wurde die Superiorenkonferenz 1959 als Nachfolgeorganisation der bis dahin bestehenden Österreichischen Äbtekonferenz. Sie war Mitglied der Union der Europäischen Konferenzen der Höheren Ordensoberen (UCESM).
Die Österreichische Superiorenkonferenz und die Vereinigung der Frauenorden Österreichs wurden 2019 zur Österreichischen Ordenskonferenz fusioniert. Als neue Vorsitzende der Ordenskonferenz wurden Erzabt Korbinian Birnbacher OSB vom Stift Sankt Peter (Salzburg) und Schwester Franziska Bruckner OSF gewählt.

## Die Vorsitzenden der Superiorenkonferenz
- Generalabt Gebhard Koberger CanReg: 1959–1974
- Abt Bonifaz Sellinger OSB: 1974–1988
- Provinzial Josef Czerwinski SJ: 1988–1989
- Propst Rupert Kroisleitner CanReg: 1989
- Abt Heinrich Ferenczy OSB: 1989–1998
- Propst Maximilian Fürnsinn CanReg: 1998–2013
- Abtpräses em. Christian Haidinger OSB: 2013–2019
- 2019: Fusionierung zur Österreichischen Ordenskonferenz

## Die Generalsekretäre der Superiorenkonferenz
- Abt Isfried Franz OPraem: 1962–1979
- Leonhard Gregotsch MI: 1979–2002
- Erhard Rauch SDS: 2002–2016
- Franz Helm SVD: 2016–2020